# Jan Berchmans
Jan Berchmans, właściwie Jean Berchmans (ur. 13 marca 1599 w Diest, zm. 13 sierpnia 1621 w Rzymie) – jezuita, święty Kościoła katolickiego.
Ukończył kolegium jezuickie w Mechelen, nie dożył jednak święceń kapłańskich. Zmarł w wieku 22 lat. Ciało jego spoczywa w Rzymie, a jego serce znajduje się w kościele Jezuitów w Leuven (Lovanium).
Zasadą życia św. Jana było: Czyń co czynisz oraz Najdoskonalszą rzeczą jest zacząć od najmniejszych rzeczy.
Jest patronem wspólnot ministranckich. Wraz ze św. Alojzym jest patronem młodzieży studiującej.
Jan Berchmans został beatyfikowany przez papieża Piusa IX w 1865, kanonizowany przez Leona XIII w 1887.
Wspomnienie liturgiczne w Kościele katolickim, po reformie liturgicznej Soboru watykańskiego II, obchodzone jest w dzienną pamiątkę śmierci.

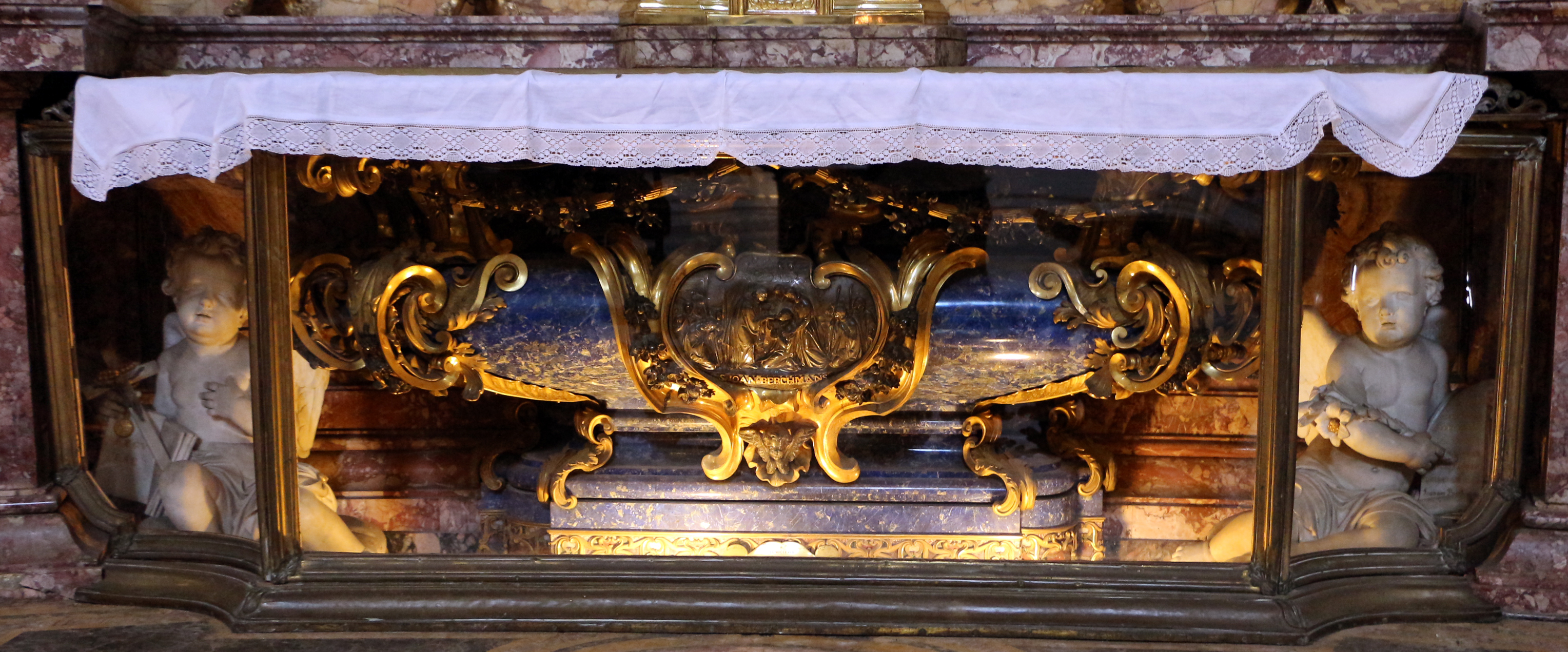
Relikwiarz św. Alojzego Gonzagi kościele św. Ignacego Loyoli na Polu Marsowym w Rzymie

Relikwie św. Jana Berchmansa przechowywane są w kościele św. Ignacego Loyoli na Polu Marsowym w Rzymie.